# Françoise Laborde (journaliste)
Pour les articles homonymes, voir Françoise Laborde et Laborde.
Françoise Laborde, née le 1er mai 1953 à Bordeaux, est une journaliste, écrivaine et présentatrice de télévision française.
Entre janvier 2009 et janvier 2015, elle est membre du Conseil supérieur de l'audiovisuel.

## Enfance et formation
Son père est professeur d'anglais, puis inspecteur d'académie, a été enseignant aux États-Unis où il a publié un ouvrage sur la civilisation française. Sa mère, espagnole, a été membre d'un réseau de résistance franco-britannique et décorée à ce titre par la reine d'Angleterre[réf. nécessaire]. Elle a deux sœurs aînées, Geneviève et Catherine (1951-2025), animatrice de télévision, femme de lettres et comédienne. Les trois sœurs accompagnant leurs parents pendant plusieurs étés aux États-Unis (entre 1960 et 1967), ont été partiellement scolarisées dans des écoles américaines.
Après des études littéraires au lycée Camille-Jullian à Bordeaux, elle suit des études de droit à l'université Bordeaux I, où elle obtient un DEA de droit des affaires.

## Carrière
En 1979, elle part pour Bruxelles et collabore à la revue Europolitique. Parallèlement, elle est correspondante pour RFI.
De 1982 à 1985, elle se spécialise dans l'économie et le social, à RMC.
De 1985 à 1993, elle est cheffe du service économie puis rédactrice en cheffe adjointe de TF1.
De 1993 à 1995, elle est cheffe du service économie et rédactrice en cheffe adjointe à France 3.
En 1995, elle est nommée cheffe du service économique et social ; et rédactrice en cheffe adjointe à France 2.
En 1997, elle devient rédactrice en chef de Télématin et présente à partir de cette année-là l'interview politique Les 4 vérités, et ce jusqu'en décembre 2008.
À partir de 1999, elle est la remplaçante habituelle de Béatrice Schönberg aux journaux du week-end sur la même chaîne. Il était prévu qu'elle devienne à partir de mars 2007 la présentatrice par intérim de ces journaux du week-end pour quelques mois, Béatrice Schönberg étant écartée provisoirement de son poste pendant la campagne électorale en raison de son mariage avec le ministre Jean-Louis Borloo. Mais l'annonce en septembre 2006 de la grossesse de la présentatrice du 13 h Élise Lucet a changé la donne : Françoise Laborde remplace finalement Élise Lucet, et c'est Laurent Delahousse, récent transfuge de la chaîne M6, qui assure de son côté le remplacement de Béatrice Schönberg.
Le 24 janvier 2009, elle est nommée au Conseil supérieur de l'audiovisuel, l'autorité de régulation de l'audiovisuel en France, par Nicolas Sarkozy, alors président de la République.
Au Conseil supérieur de l'audiovisuel , elle prend en charge le dossier de la protection du jeune public et des télévisions payantes. Elle lance la campagne « Pas d’écran avant 3 ans » et « la télé c’est mieux quand on en parle ». Elle fait évoluer la grille de signalétique des programmes. Elle s’élève contre les concours de mini-miss à la télévision et les retransmissions de sports violents. Elle met en garde également contre les dérives de la téléréalité. Après plusieurs drames, Françoise Laborde lance une concertation et propose également la diffusion en soirée de certains clip vidéo-musique trop violents.
En 2015, elle est nommée par le Premier ministre Manuel Valls au Haut Conseil à l'égalité entre les femmes et les hommes. Elle y reste jusqu'en 2019.
Septembre 2024 signe son retour a la télévision en direct, sur la chaîne d'information CNEWS, comme chroniqueuse journalistique dans l'émission de soirée 100% politique.

## Engagements sociétaux

### Engagements féministes
En 2011, Françoise Laborde fonde l’association PFDM - Pour les Femmes Dans les Médias - avec plusieurs responsables féminines des grands médias français : « En 2011, je me suis trouvée invitée par le MIPCOM à Cannes pour un déjeuner intitulé : « The Women in Global Entertainment Power Lunch ». Il y avait là peut-être 200 femmes, venues du monde entier... et nous étions 3 françaises !!! J'étais stupéfaite, accablée, désespérée... C'est à cette occasion que j'ai décidé de lancer l'association Pour les Femmes Dans les Médias ».  
En 2016, les trophées PFDM sont créés pour récompenser des femmes pour « leurs parcours personnel et leur contribution à la cause des femmes ». En 2018, Françoise devient présidente d'honneur de PFDM.
En 2019, en marge de la remise des trophées, elle mobilise les médias contre le harcèlement sexuel : « On est une association de femmes féministes qui ont de l’esprit et de l’humour. Dans la foulée de l’affaire Weinstein et du mouvement #Metoo, de la polémique sur la tribune « sur la liberté d’importuner », nous nous sommes dit qu’il fallait agir sur la prévention de ces agissements — plutôt que sur la sanction ».
Elle signe une tribune dans le JDD « Les médias ne sont que le reflet d’une société et ces dernières affaires confirment, s’il en était besoin, que la société française est encore profondément sexiste et que le chemin sera long avant que les hommes mais aussi toutes les femmes ne prennent conscience que le féminisme, c’est d’abord le respect de l’autre, l’égalité et une forme de fraternité »[pertinence contestée][source insuffisante].
Françoise Laborde préside la cérémonie de remise de la charte avec le ministre de la Culture Franck Riester.
En mars 2020, après la signature de la Charte par de nouveaux signataires, Françoise Laborde quitte la présidence d'honneur de PFDM, l'association ayant refusé de prendre position après le césar de la meilleure réalisation remis à Roman Polanski, dénonçant « l'hypocrisie » et les « calculs personnels » de certaines membres du bureau de PFDM.

### Engagements contre l'homophobie
En 2012, Françoise Laborde devient marraine de l’association Le Refuge, puis vice-présidente de l’association pour venir en aide aux jeunes LGBT chassés de chez eux. En 2013, Elle crée le Club des amis du Refuge qui réunit des personnalités du monde des médias désireuses de soutenir cette cause. Elle participe deux fois à Fort Boyard en faveur du Refuge,. En août 2017, elle participe aussi au lancement de l’émission « 5 anneaux d’or » en faveur du Refuge avec Stéphane Bern[pertinence contestée]. En 2018, elle quitte les instances du Refuge après un désaccord avec Nicolas Noguier.

### Engagements pour la laïcité
Le 6 janvier 2018, elle participe à la soirée « Toujours Charlie : de la Mémoire au Combat » en hommage aux victimes du terrorisme islamiste, organisée par le Printemps républicain, la LICRA et le Comité Laïcité République, avec le soutien de Charlie Hebdo, aux Folies Bergère ,.
Le 6 novembre 2018, Françoise Laborde préside le jury du Prix Laïcité République, attribué ente autres à Georges Bensoussan, et Boualem Sansal. Dans son discours, lors de la remise des prix, à la mairie de Paris, elle se déclare inquiète des mises en cause de la laïcité : « La laïcité n’a pas besoin d’être précisée par un adjectif ! La laïcité n’a pas être « inclusive » ou « différente » ou du Nord ou du Sud. Non, la laïcité est universelle ». Pour défendre la laïcité, elle signe aussi l’appel des 113, de janvier 2019, contre la modification de la loi de séparation des Églises et de l'État de 1905 étudiée par le gouvernement,.

### Engagements contre la maltraitance des enfants
En 2018, Françoise Laborde publie une enquête sur les maltraitances commises sur les enfants, avec Michèle Créoff, vice-présidente du Conseil national de la protection de l'enfance,, et personnalité reconnue comme spécialiste engagée de la protection de l'enfance.
Dans leur ouvrage intitulé Massacre des innocents, les Oubliés de la République, elles rappellent qu’il y a en France deux enfants tués par semaine, un enfant violé toutes les heures, 73 000 cas de violences identifiés par les forces de police, 300 000 enfants et mineurs pris en charge par les services sociaux. Pour interpeller les pouvoirs publics sur l’indifférence française à l’égard des maltraitance, Françoise Laborde et Michèle Créoff publient une tribune dans le JDD adressée au président de la République et signée par plusieurs personnalités[source insuffisante]. À la suite de cette tribune, elles sont reçues par Brigitte Macron à l’Élysée. En janvier 2019, lors d’une émission sur les enfants placés sur France 3, elle interpelle vivement Agnès Buzyn pour son absence dans ce dossier.

## Polémiques
En 2008, à la suite de la publication de son livre Ça va mieux en le disant..., une polémique éclate autour du rôle des cheminots pendant la guerre et de la réalité historique du film La Bataille du rail. Françoise Laborde écrit : « Nul n’ose rappeler que les trains de la mort qui emmenaient juifs et résistants vers les camps d’extermination n’ont jamais été stoppés par des grévistes et sont toujours arrivés à l’heure, leur prestation payée, rubis sur l’ongle, par les nazis. Sans les trains français, comment la déportation aurait-elle pu avoir lieu ? Les cheminots héros de la Résistance dans La Bataille du rail, voilà une imposture historique extrapolée et véhiculée par les « camarades » après la guerre. Rappelant cela, je sais que je vais me faire des copains... ». L’association Acrimed la met alors en cause, considérant qu’elle attaque injustement les cheminots. Le journaliste et écrivain Gilles Martin-Chauffier lui donnera cependant  raison.
En février 2012, l'association de critique des médias Acrimed accuse Françoise Laborde et Denise Bombardier de plagiat lors de la rédaction de leur livre intitulé Ne vous taisez plus ! paru en 2011,. Le 7 juin 2013, le tribunal de grande instance de Paris a condamné la société Fayard, éditrice de ce livre, pour plagiat, soulignant qu’il est « manifeste que le texte litigieux reproduit, très souvent au mot près, l’article de la demanderesse ». Les passages incriminés se trouvant dans la partie du manuscrit écrite par Françoise Laborde, sa coauteure Denise Bombardier l'a désavouée : « Je n'aurais jamais pu m'imaginer qu'une personne que je connais, une ex-présentatrice du journal télévisé sur France 2, puisse faire une telle chose. [...] Elle n'a pas dit qu'elle avait pris ça sur un site Internet... »
En 2013, Françoise Laborde s’élève contre la diffusion en journée du clip College Boy du groupe Indochine, le jugeant trop violent. Le clip réalisé par le canadien Xavier Dolan met en scène un jeune homme victime de harcèlement scolaire et qui finit par être crucifié dans la cour de son collège. Interrogée sur Europe 1, elle déclare. « Ces images n'ont pas leur place en journée sur des chaînes musicales. C'est insupportable de montrer une telle violence. On est dans une chanson pas dans un clip d'art et d'essai ». Le chanteur du groupe Indochine se défend d’avoir voulu créer la polémique : « On s'attendait avec Xavier que ce film suscite des réactions. On l'a fait un petit peu pour ça. Mais ça a été surdimensionné ». Avant de s'en prendre à Françoise Laborde : « Elle a pas tort mais elle a parlé trop vite. On n'est pas irresponsables. Je vais pas montrer ce clip à ma fille de 11 ans »,.

## Distinctions
- Officier de la Légion d'honneur[33] (officier, 2016 - chevalier, 2006).
- Chevalier de l'ordre national du Mérite.
- Officier de l'ordre du Mérite agricole.

## Publications
- avec Jean-Luc Mano, Les Mammouths et les jeunes lions. À la recherche de la deuxième droite, éditions Belfond, 28 novembre 1990, 267 p. (ISBN 978-2-7144-2414-3)
- avec Catherine Laborde, Des soeurs, des mères et des enfants, éditions Jean-Claude Lattès, 1er octobre 1997, 223 p. (ISBN 978-2709618205).
- Dix jours en mars à Bruxelles, éditions Ramsay, 3 mars 2000, 324 p. (ISBN 978-2-84114-786-1)
- avec Stéphane Bugat, L'Homme du 18 juin 2002, éditions Ramsay, 16 juin 2002, 262 p. (ISBN 978-2-84114-608-6)
- Pourquoi ma mère me rend folle, éditions Ramsay, 25 mai 2002, 220 p. (ISBN 978-2-84114-600-0)
- Ma mère n'est pas un philodendron, éditions Fayard, 5 novembre 2003, 259 p. (ISBN 978-2-213-61755-8)
- Pas de panique Maman est là !, éditions Fayard, 4 mai 2005, 244 p. (ISBN 978-2-213-62203-3)
- C'est encore mieux à cinquante ans, Paris, éditions Fayard, 11 avril 2007, 230 p. (ISBN 978-2-213-62889-9)
- Ça va mieux en le disant.., Paris, éditions Fayard, 13 mars 2008, 284 p. (ISBN 978-2-213-63580-4)
- avec Denise Bombardier, Ne vous taisez plus !, Paris, éditions Fayard, 5 octobre 2011, 80 p. (ISBN 978-2-213-66652-5)
- Muette. Quand ma mère me rendait folle, Éditions Jean-Claude Gawsewitch, 2013, 256 p.  (ISBN 978-2-35013-404-8)
- Les mûres ne comptent pas pour des prunes, Editions Michel Lafon 2015 avec Isabelle Duquesnoy.
- Massacre des Innocents, les oubliés de la République, KDP 2018 avec Michèle Créoff  (ISBN 978-1-71783-465-2)
- Zohra Bitan (dir.), #JeSuisMila #JeSuisCharlie #NousSommesLaRépublique : 50 personnalités s'expriment sur la laïcité et la liberté d'expression, Seramis, 2020, 144 p. (ISBN 979-1096486236, lire en ligne)

Elle a également écrit une préface :
- Caroline Hommet, Karl Mondon et Dominique Beauchamp (préf. Françoise Laborde), La Maladie d'Alzheimer : 100 questions/réponses, Paris, éditions Ellipses, 13 septembre 2011, 176 p. (ISBN 978-2-7298-6563-4)

## Vie privée
Mariée depuis avril 2009 à l'ancien dirigeant de Canal+ Belgique et i>Télé Jean-Claude Paris, Françoise Laborde est la mère de deux fils (nés en 1993 et 1995), tous deux d'une précédente relation avec Manuel Joaquim, grand reporter de TF1, prix Albert-Londres, décédé en 2006. Dans l’émission Ça commence aujourd’hui du 8 novembre 2023, Françoise Laborde révèle qu’elle a adopté ses deux enfants[pas clair].